# Balás Károly
sipeki Balás Károly Antal (Balassagyarmat, 1877. január 4. – Fribourg, 1953. október 8.) magyar közgazdász, egyetemi tanár, országgyűlési képviselő, az MTA levelező tagja.

## Élete
Balás József (1842–1908) ügyvéd, földbirtokos és tótlipcsei Pajor Ilona fiaként született. Lőcsén és Vácott járt középiskolába, majd a budapesti, a bécsi és a genfi egyetemeken tanult jogot. A Budapesti Tudományegyetemen 1899-ben jogból, 1901-ben államtudományból doktorált. A budapesti kereskedelmi és váltótörvényszék, később a pest-vidéki törvényszék gyakornoka, majd aljegyzője volt 1901 és 1903 között, időközben 1902-ben Budapesten ügyvédi vizsgát tett.
1903-tól 1906-ig Nógrád vármegye tiszti alügyésze, majd főügyésze, 1906 és 1914 között a kassai jogakadémián a nemzetgazdaságtan, a pénzügytan, a pénzügyi jog és a statisztika tanára volt. Közben 1909-ben a budapesti egyetem magántanára lett, valamint 1904-től 1918-ig a pozsonyi Erzsébet Tudományegyetemen a nemzetgazdaságtan, a pénzügytan és a statisztika nyilvános rendes tanárává is kinevezték.
1918-tól 1946-ig a Pázmány Péter Tudományegyetem Közgazdaságtan és Pénzügytan Tanszékén dolgozott nyilvános rendes tanárként. 1940-től 1941-ig az egyetem Jog- és Államtudományi Karának dékánja is volt, ám a második világháború után, 1948-ban megfosztották nyilvános rendes tanári állásától. 1929-ben a Magyar Tudományos Akadémia levelező tagjává választották, de a háborút követően – úgyszintén 1948-ban – az akadémia is kizárta tagjai közül.
1939 és 1944 között a Magyar Élet Pártja programjával országgyűlési képviselő és az országgyűlés közoktatási bizottságának elnöke volt. A magyar–csehszlovák vegyes döntőbíróság tagjaként is működött 1922-től 1938-ig. A népesedés és a jövedelemelosztás kérdéseivel, ezek szociálpolitikai összefüggéseivel, tőke-kamatelmélettel és pénzügytannal foglalkozott. 1942-ben az ő indítványára tiltotta meg törvényben az Országgyűlés, hogy magyar állampolgárok áttérhessenek a zsidó vallásra. Jelentős publicisztikai tevékenysége.
1919-ben Szent István Akadémia tagja lett. 1939 és 1944 között az Országos Statisztikai Tanácsnak és a Magyar Statisztikai Társaságnak is elnöke volt. A Kassai Magyar Társadalomtudományi Egyesület alapító tagja volt 1909-ben. A Turul Bajtársi Egyesületben is szerepet vállalt, ún. primus magisterként.

## Főbb művei
- A népesedés. Közgazdasági tanulmány. (Bp., 1905)
- Kivándorlásunk és visszavándorlásunk tekintettel Ausztriához való gazdasági viszonyunkra. (Kassa, 1908)
- A család és a magyarság. (Bp., 1908)
- A nemzetközi fizetési mérleg problémájához. (Társadalomtudományi Szemle, 1909)
- Társadalmi és nemzeti assimilatio. (Bp., 1910)
- A járadékszerű jövedelmek köréből. A tiszta járadék és a nyereség. (Bp., 1912)
- Fejezetek a politikai gazdaságtan köréből. 1. A jövedelemeloszlás főágai a kapitalizmus korában. (Bp., 1913)
- Statisztikai tanulmányok. (Bp., 1916)
- A pénz csereértéke. (Magyar közgazdasági könyvtár. és remekírók tára. 20. Bp., 1918)
- Politikai gazdaságtan. I–II. (Bp., 1922)
- Társadalmi politika. I. Alapvetés. (Bp., 1924 németül: Jena, 1926 angolul: London, 1926)
- Theorie der Einkommen und der Zahlungsmachterteilung. (Wien, 1927)
- Jogi és államtudományi oktatásunk reformjáról. (Pécs, 1928)
- Die Hauptfragen der Sozialpolitik. (Wien–Leipzig, 1928)
- Családi feljegyzések. (Bp., 1929)
- A szociálpolitika fő kérdései. (Bp., 1929)
- La question „quo vadis” dans la démographie moderne. (Bp., 1930)
- Ár-adók és residium-adók. Akadémiai székfoglaló. (Elhangzott: 1930. dec. 9. megjelent: Értekezések a filozófiai és társadalmi tudományok köréből. 4. köt. Bp., 1931)
- Das neue Bevölkerungsproblem. (Bp., 1932)
- Pénzügytan. I–II. (Bp., 1933–1935)
- A társadalompolitika új útjai. (Bp., 1934)
- Adólikviditás. (Közgazdasági Szemle, 1934)
- Parlamentarizmus és pénzügyi ethika. (Szeged, 1935)
- Pénzügyi ethika. (Közgazdasági Szemle, 1935)
- A társadalmi politika új útjai. (Katholikus Szemle, 1935)
- Malthus and the Population Problems of Today. (Bp., 1935)
- A vásárlóerő és a gazdasági szabadság összefüggései. (Bp., 1938)
- Faj, felekezet és statisztika a zsidókérdésben. (Bp., 1938)
- Rend és szabadság. (Bp., 1939)
- Matières premières et peuplement. (Bp., 1940)
- Jólét és tulajdon. (Közgazdasági Szemle, 1941)
- Világválság és magyar érdekek. (Bp., 1943)
- Közgazdasági értéktudataink kérdéséhez. (Bp., 1943)
- Gedanke einer Neuordnung in der Bevölkerungsfrage. (Bp., 1943)

- Forrás: Magyar Közgazdaságtörténeti Archívum. Tallózás szerzők neve szerint. Budapesti Corvinus Egyetem Balás Károly Antal[4]

- A népesedés: Közgazdasági tanulmány. Politzer, Budapest. 1905[5]

- Politikai gazdaságtan: Közgazdaságtan I. Eggenberger, Budapest. 1922 [6]

- Politikai gazdaságtan: Közgazdaságtan II. Eggenberger, Budapest. 1922[7]